# ساحل الذهب السويدي
ساحل الذهب السويدي هو مستعمرة سويدية تأسست عام 1650 من طرف هنريك كارلوف في غرب أفريقيا على الساحل الجنوبي ل خليج غينيا ، حاليا غانا وتوغو . و اختفت في أبريل 1663 عندما احتلتها الدنمارك ودمجت إلى ساحل الذهب الدنماركي .